# Histoire de la Wallonie avant 1830
Pour un article plus général, voir Histoire de la Wallonie.
 (février 2014).
 (février 2014).
Par histoire de la Wallonie, on entend ici l'histoire des territoires relevant de la Région Wallonne telle que définie par la Constitution belge.
Le mot n'a commencé à vivre dans notre langue qu'en 1844, mais le mot "wallon" est bien plus ancien - et en latin plus encore. On trouve Wallonie en 1932, Région de langue française en 1963, Région wallonne en 1970 et 1980. Dans la première Histoire de Wallonie, Léopold Genicot écrivait d'entrée de jeu: « Une région contiguë de la France, qui ne lui appartient pas, mais qui partage depuis des siècles sa langue et sa civilisation, voilà le problème ». Les Wallons sont plus anciens que le mot Wallonie et le terme wallon pour désigner un peuple s'est imposé au XVIe siècle comme pour les Wallons de Suède. Les cartes du XVIIe siècle sont légendées en latin et parlent de Wallonia.

## Genèse en cartes de l'espace wallon

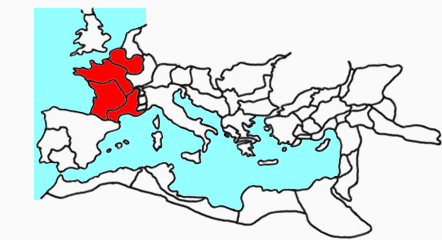
La Gaule conquise par Jules César, s'intègre dans l'Empire. Le legs de Rome, ce seront les langues régionales de France (carte suivante), et tout au N-E, la Wallonie avec le wallon (principalement), le picard, le lorrain...
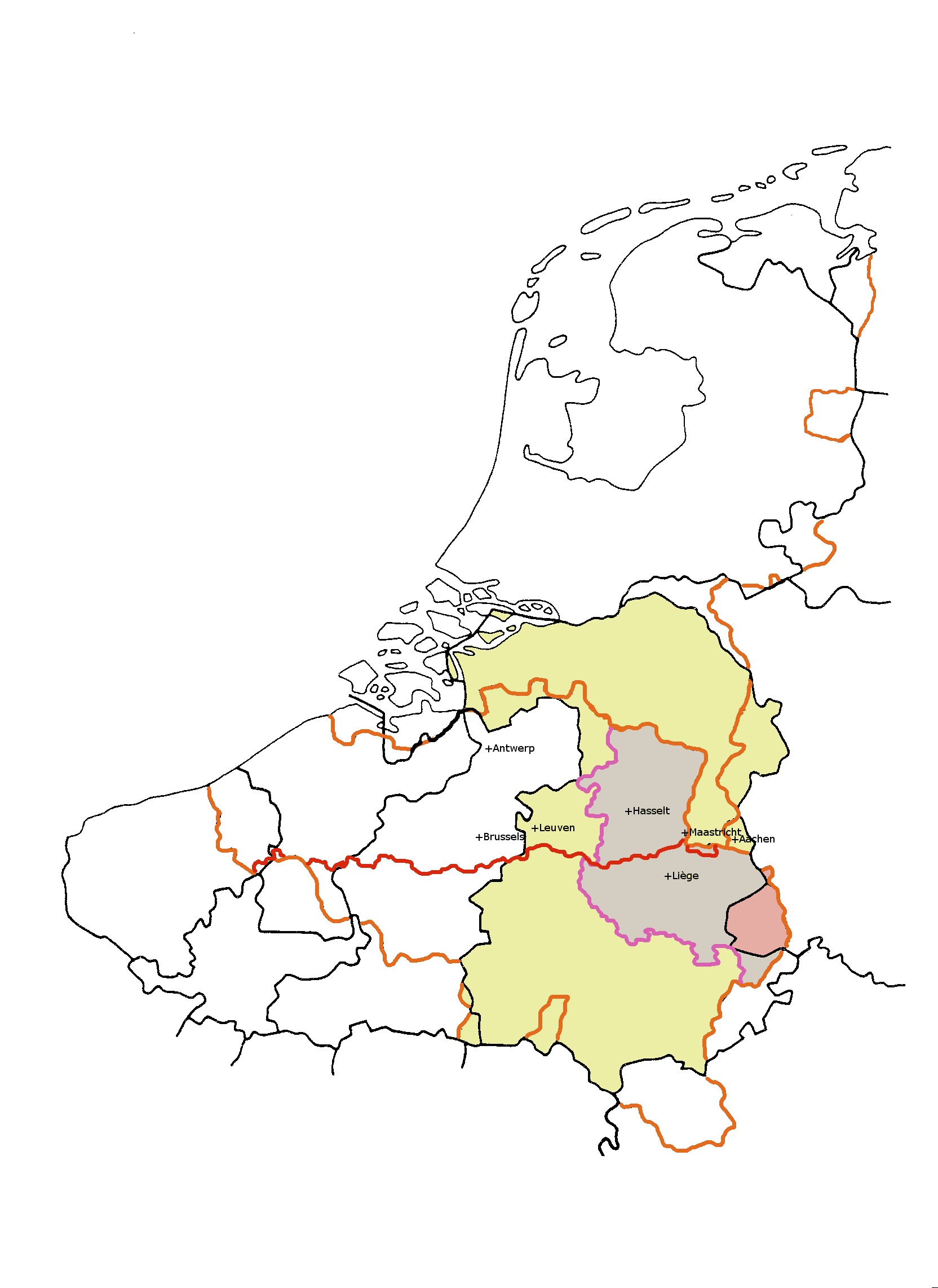
Cette carte représente l'ancien diocèse de Liège (en jaune) qui a évolué à partir de la Civitas Tungrorum. Les provinces modernes de Liège et du Limbourg sont également indiquées. La ligne rouge représente la frontière linguistique entre le néerlandais et le français. L'orange représente les frontières nationales modernes.
Langues régionales en France.La Wallonie est au NE : tout le wallon (vert foncé), un morceau de picard (vert plus clair à l'ouest), un brin de lorrain (vert plus clair au sud) entourant le wallon proprement dit. L'excroissance latine
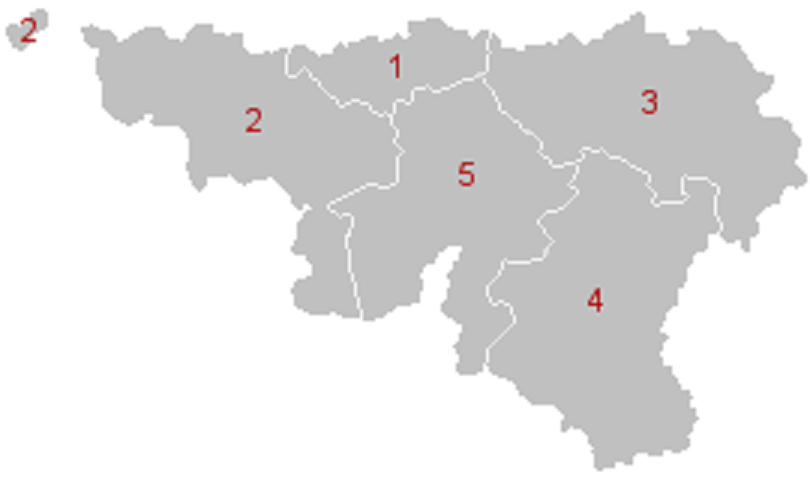
La Wallonie d'aujourd'hui: ses provinces. Le picard partage la Province de Hainaut (à l'ouest). avec le wallon présent partout ailleurs sauf le lorrain au sud de la Province de Luxembourg (et les marges germaniques de la Province de Liège (à l'est) et à Arlon).

Le territoire de plusieurs provinces d'ordres religieux (Capucins, Jésuistes), dessine (en gros) l'espace de la Wallonie tel que la genèse en est établie ci-dessus.[pas clair]

## Conquête etLegs de Rome

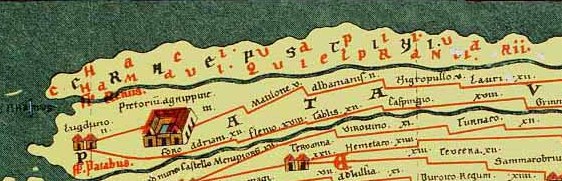
Détail de la table de Peutinger. Tournai (Turnaco) sur la droite. Haute Antiquité de cette ville, la plus ancienne de Wallonie qui date de l'époque romaine

En 57 avant Jésus-Christ, Jules César conquiert la Gaule et en particulier les régions du Nord-Est de celle-ci correspondant à l'actuelle Wallonie (ou Région wallonne). Ces régions sont à certains égards en avance, technologiquement (comme le reste de la Gaule), sur le monde romain. Les terres agricoles sont plus riches en Wallonie. Avant la conquête romaine, il existait déjà des manières rigoureuses de mesurer la terre, notamment en Hesbaye. À titre d'exemple, le musée archéologique d'Arlon a gardé une image de la moissonneuse particulièrement perfectionnée dite des Trévires (trait généralisé à la Gaule plus avancée techniquement que le monde romain en certains domaines). Sur ces terres riches correspondant au territoire wallon vivait une population assez nombreuse. Par contre, le territoire adjacent, correspondant à la Flandre actuelle, était moins fertile, et la population y fut relativement moins nombreuse.
Comme d'autres cités et régions des provinces gallo-romaines, la civitas Tungrorum servira de base à la constitution du diocèse de l’Église catholique qui prendra vers le VIIe siècle le nom de sa nouvelle capitale Liège. On parlera dès lors dans les textes du Moyen Âge de Civitas Leodium ce qui se traduit par évêché ou diocèse de Liège dont les frontières persisteront jusqu’en 1559, date de la réforme des diocèses voulue par Philippe II d'Espagne, qui verra naître un diocèse très réduit par rapport à l’antique Civitas Tungrorum. Les villes importantes de ce diocèse sont : Louvain, Looz, Aix-la-Chapelle, Limbourg, Namur, Bouillon.

## L'excroissance latine au N-E de la Gaule

Langues régionales en France et Wallonie : on voit se dessiner au nord de la Gaule et de la France actuelle, la Wallonie d'aujourd'hui comme une avancée latine au cœur d'un domaine où dominent flamand, francique, alsacien...

Aire du wallon en Wallonie: les blancs correspondent au picard, au lorrain et aux franges germaniques à l'est: l'ensemble est l'assise de la longue durée latine et industrielle de l'espace wallon

Quand les invasions germaniques de l'Empire romain vont commencer, les tribus à l'est du Rhin rencontreront une population moins nombreuse en Flandre qu'en Wallonie et ils l'assimileront. En Wallonie, c'est le contraire qui se produit: les envahisseurs germaniques seront assimilés. Fernand Braudel donne d'ailleurs cet exemple pour illustrer sa conception de l'événement de longue durée. À ce facteur démographique s'en ajoute un autre : l'Église s'implante d'abord en Wallonie et cette implantation signifie toujours alors une romanisation. En outre, l'Église, Intéressée par les populations plus nombreuses à évangéliser, renforce la romanisation de la Wallonie et l'étend. Vers la fin du premier millénaire, la frontière entre les parlers germaniques et les territoires romans se stabilise. Elle continuera à évoluer au bénéfice du roman (langue) (des langues régionales wallonnes, du français) jusqu'à aujourd'hui.
L'excroissance latine est donc formée. Si la frontière des parlers germaniques et latins de Dunkerque à Bâle forme un arc de cercle presque parfait, la Wallonie crève la ligne de cet arc de cercle et devient une avancée latine au cœur des pays des langues germaniques. Les Germains parlaient des walhaz pour désigner les gens au-delà de la frontière. L'excroissance "wallonne" (et picarde), au N-E de la gaule (ou de la France actuelle), est parfaitement lisible sur la carte qui iillustre ce paragraphe: le wallon (langue régionale en vert foncé), forme l'enclave de concert avec une part du picard (à l'ouest de son aire) et une parcelle du lorrain (au sud) en vert plus clair.
Les Wallons sont peu à peu nommés aussi en roman après l'avoir été en latin et dans les langues germaniques: le terme désigne une population linguistique, un peuple, un territoire (Pays wallon). Il a vécu longtemps ailleurs qu'en roman toujours pour désigner, dans le monde germanique, les autres, les étrangers, soit latins, soit celtes (dans l'île de Grande-Bretagne - Wales- ou en Roumanie - la Valachie). Étranger (aux yeux d'un Germain), est une signification possible du mot wallon. Mais à partir du XVe siècle le mot s'impose en roman et français et tend à désigner le même peuple que les Wallons d'aujourd'hui, d'où la facilité avec laquelle par exemple les Wallons de Suède se sont désignés sous ce vocable auprès des populations d'une Suède relativement lointaine au XVIIe siècle où ils émigraient pour exporter leur savoir-faire industriel, la deuxième continuité de l'histoire de la Wallonie. Savoir-faire lié à leur connaissance des sciences et des techniques.

## Le Pays mosan: sciences, techniques, industrie, arts et lettres

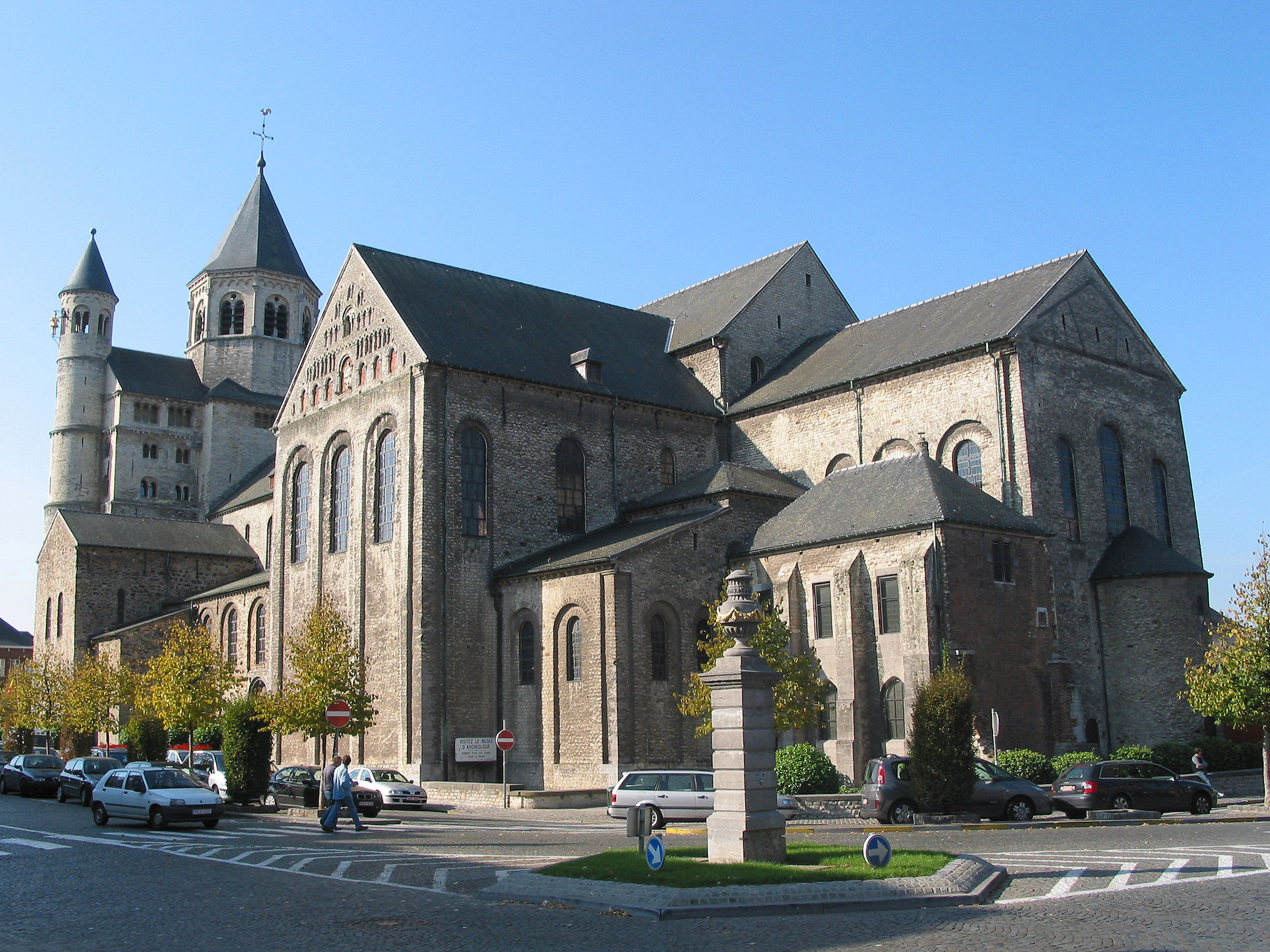
La collégiale Sainte-Gertrude de Nivelles (XIe siècle-XIIIe siècle) légèrement au sud de Namur, et hors du bassin versant de la Meuse, mais partie prenante du pays de l'art mosan

Le Pays mosan, soit la Meuse moyenne de Givet à Liège et le bassin versant de la Meuse en cet endroit, plus quelques régions limitrophes, connaît une activité scientifique et technique exceptionnelle du Moyen Âge au XIXe siècle avant d'entrer avec le reste de la Wallonie dans la Révolution industrielle contemporaine. Quant à l'art mosan, c'est l'art du même pays, de la partie romane du Diocèse de Liège dont les limites déterminent aussi celles du wallon langue régionale principale de la Wallonie. Si on l'élargit à la dimension d'une petite civilisation (au sens de Braudel), comme le faisait Léopold Genicot, il recouvre aussi, avec l'activité scientifique et technique dont nous venons de parler:
- un rayonnement intellectuel au sens le plus large du début du Moyen Âge aux XIe et XIIe siècles).
- l'architecture... la Rome ancienne passée au filtre de Byzance et de la culture ottonienne,
- la littérature romane de Wallonie (de la Cantilène de sainte Eulalie en 880 – premier texte littéraire français - à Jean d'Outremeuse en passant par le Roman de Renart en sa version wallonne), la musique (d'Étienne de Liège à Dufay), la langue wallonne.

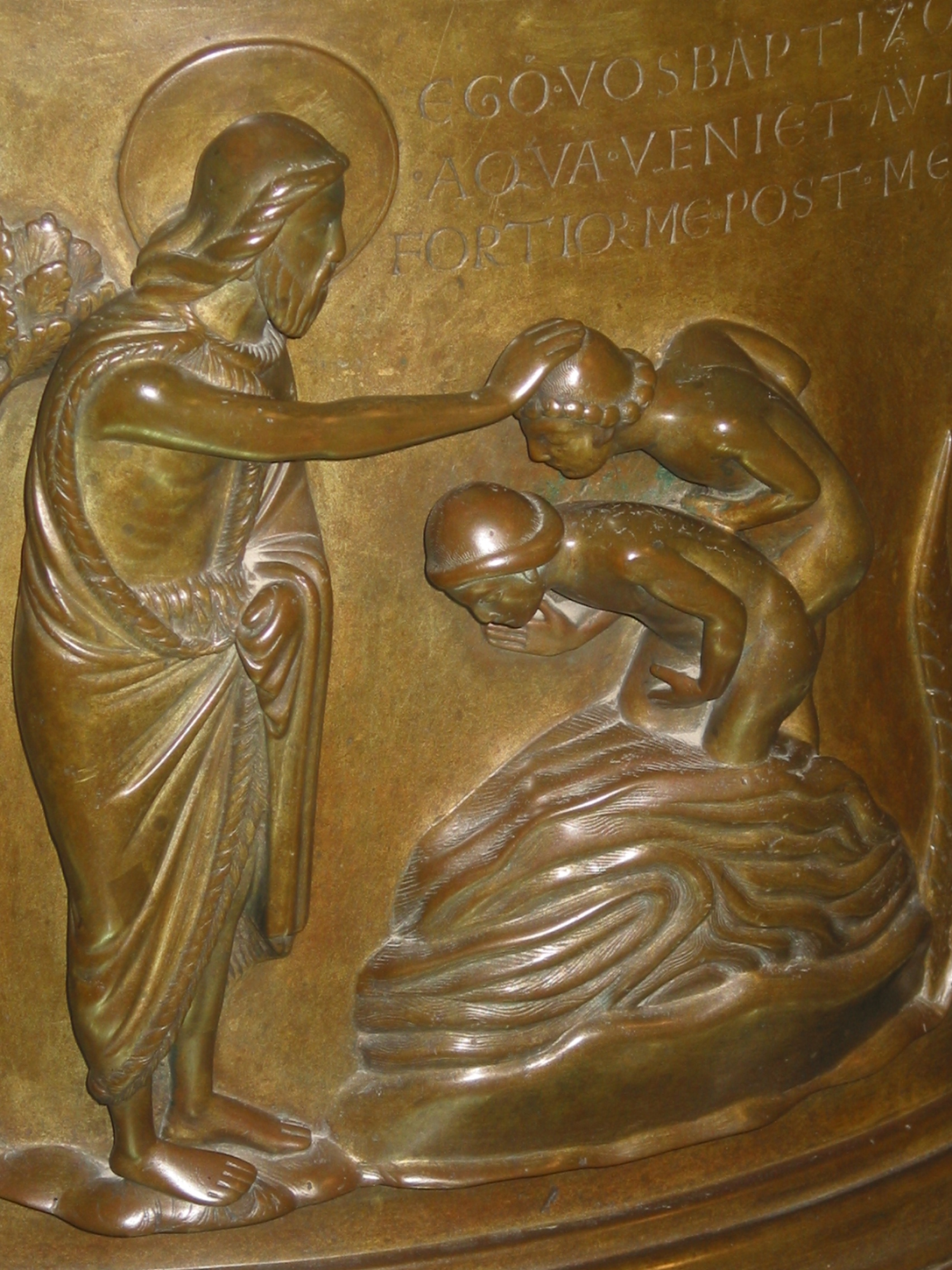
Fonts baptismaux de Renier de Huy, 1107 - 1108. Détail : Le baptême des Catéchumènes

- le travail du bois, de l'ivoire: ce sont les statues du Christ de Rausa, la Vierge d'Évegnée, les Vierges en Majesté telles qu'on peut les admirer au musée d'art mosan de Liège, ou en l'Église Saint-Jean
- le travail de la pierre ce sont notamment les Fonts Baptismaux du petit village de Furnaux
- la dinanderie qui désigne le travail du cuivre qui doit son nom dans l'univers français à la ville de Dinant qui y excella, même si le chef-d'œuvre de la dinanderie ce sont les Fonts baptismaux St-Barthélemy Collégiale Saint-Barthélemy. Comme on peut le voir sur l'image ci-contre, il y a également dans l'art mosan, outre ce qui révèle le berceau humain de la Wallonie ancienne, l'expression de sa vocation industrielle, car au-delà de l'esthétique, le cuivre de Saint-Barthélémy implique une maîtrise supérieure dans la technique de la transformation de ce métal comme d'autres métaux. Durant toute la période de l'art mosan, parallèlement à la cohésion sociale et culturelle d'une grande partie des contrées wallonnes autour de l'Église de Liège, se poursuit le développement industriel (houille, métallurgie...), de cette Wallonie ancienne (qui ne porte pas encore ce nom en français).

## La longue durée du pays de l'industrie

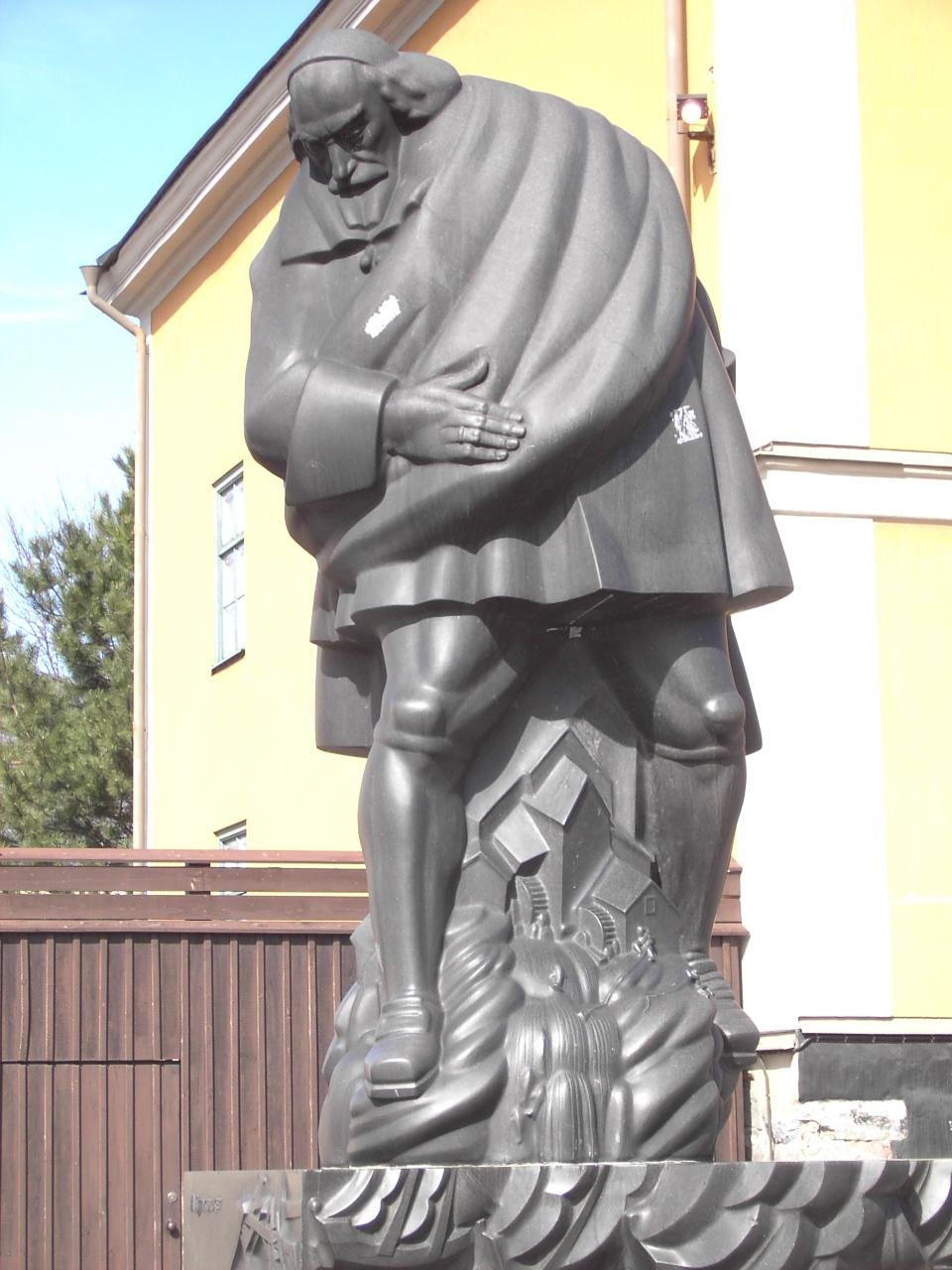
Statue du wallon Louis de Geer (1587-1652) érigée à Norrköping en 1945 : le texte au pied de la statue le décrit comme le père de l'industrie suédoise

La Wallonie se lit aussi sur la carte d'Europe à partir de l'Ardenne, un de ces plissements hercyniens aux flancs desquels gisent toujours en sous-sol fer, zinc, cuivre, d'autres métaux et du charbon. C'est d'abord l'Ardenne qui fournira son charbon de bois pour les transformer, devenant ainsi une sorte de région industrielle. Mais au pied de ce socle antécarbonifère qu'est l'Ardenne, il y a de la houille enfouie profondément là où la Sambre forme avec la Meuse (Charleroi-Namur-Liège) (voir la carte du bassin de la Meuse) un trait sinueux et continu d’ouest en est, se prolongeant vers l'ouest avec la Haine (Mons-Borinage) et vers l'est avec la Vesdre (Verviers). (Prolongements également en Allemagne et en France). C'est donc d'abord le charbon de bois qui va être utilisé pour transformer le fer dans des centaines de forges le long des petites rivières de l'Ardenne et du bassin versant de la Meuse. Ce sera aussi le charbon de terre, mais moins amplement, plus au nord.
Quand ce dernier est utilisé plus massivement à partir du XVIIIe siècle, les forges de la Wallonie glissent en quelque sorte le long des pentes ardennaises, pour s'installer le long des plus grandes rivières de la Sambre et de la Meuse et y côtoyer bien d'autres industries. Le sillon industriel wallon est né. Quant aux terres riches de part et d’autre de ce sillon Sambre-et-Meuse, elles avaient fixé une population romanisée et christianisée (Tournai est ville dès cette époque), qui, au lieu d'être assimilée par les envahisseurs germaniques, les assimila à partir du Ve siècle.
Comme l'indiquent l'émigration spectaculaire au XVIIe siècle de milliers de métallurgistes Wallons de Suède et le rôle, en sa naissance, des Wallons, dans l'industrie allemande au XIXe siècle, une formidable activité économique (à Liège, à Charleroi ...) se développa qui en fit la deuxième puissance industrielle du monde au XIXe siècle, capable de construire entreprises et chemins de fer partout (Russie, Chine, Amérique latine, Afrique, USA pour le verre).
Ces deux traits, l'un culturel ou linguistique (la romanisation sur laquelle insistait Félix Rousseau), la longue durée de l'industrialisation sont probablement les deux grands faits qui font qu'il y a une Wallonie aujourd'hui. Par le travail du fer (et des autres métaux) qu'il implique, par sa sensibilité romane entre France et Empire, l'art Mosan éclaire cette perspective historique à travers ses mille réalisations, éclosion d'une sorte de civilisation qu'Henri Pirenne a ignorée.

## La Révolution industrielle moderne: une grande puissance économique dépendante

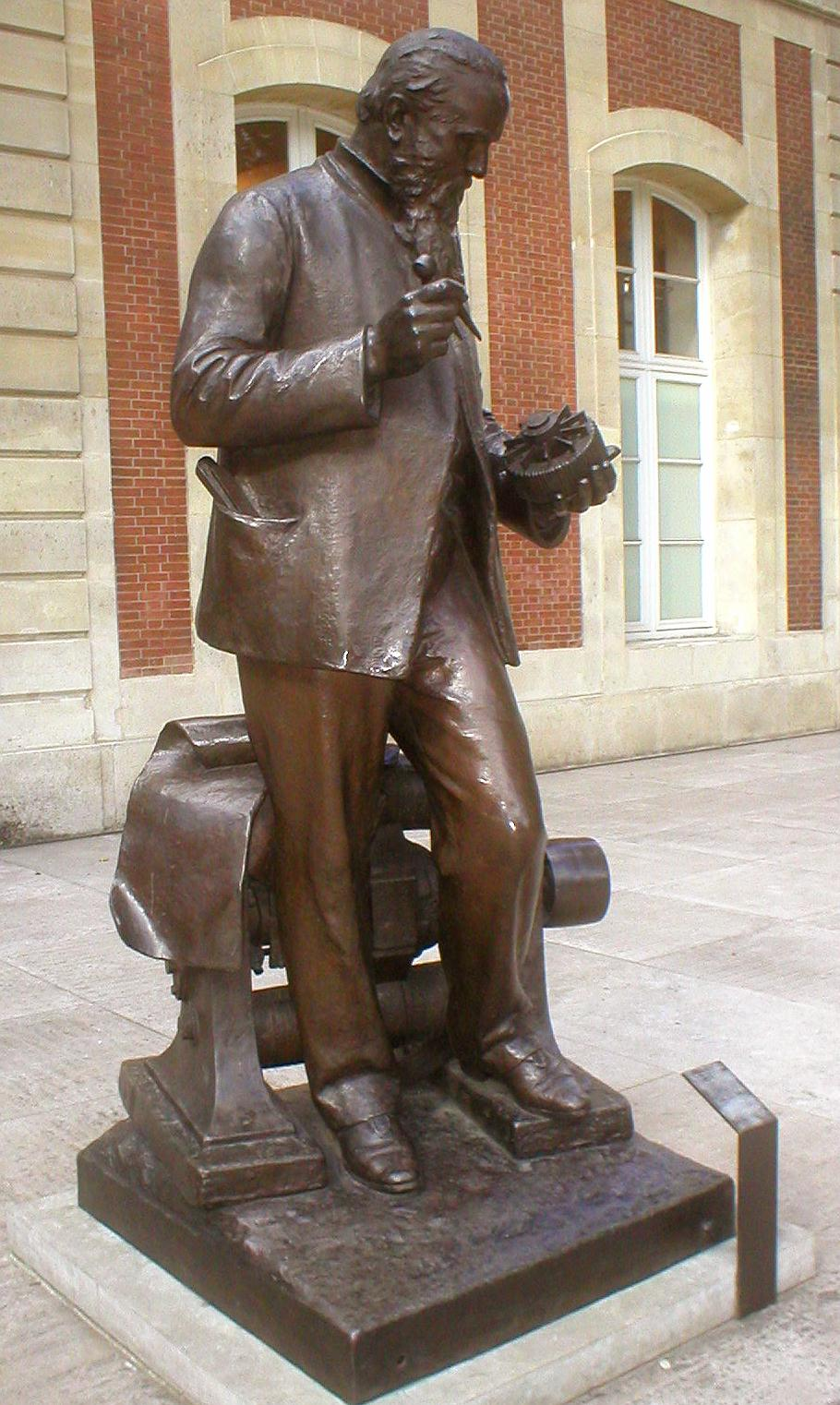
Zénobe Gramme, inventeur wallon de la dynamo

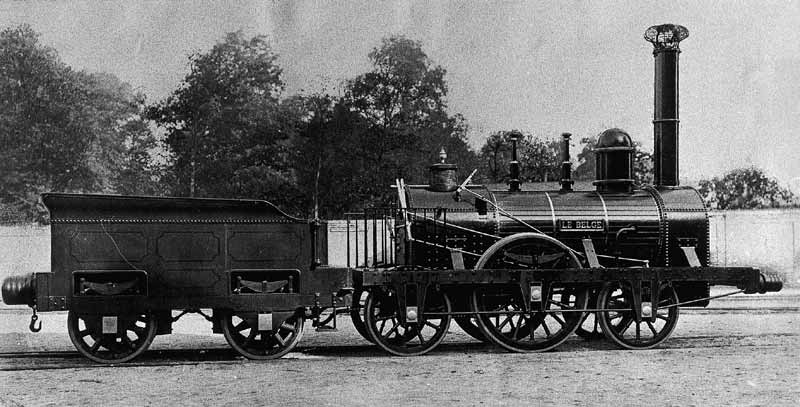
Locomotive « Le Belge », première locomotive d'Europe continentale, issue des ateliers John Cockerill

Cette révolution industrielle dans nos régions s'étend de 1770 à 1847. Elle a connu sa phase décisive entre 1798 et 1830, c'est-à-dire, pour l'essentiel, avant la naissance de l'État belge Elle met la Wallonie, en termes relatifs, à la tête des puissances industrielles et dans certains domaines, elle n'est dépassée que par l'Angleterre en chiffres absolus Ce n'est pas un hasard puisque dans la majeure partie de la Wallonie actuelle, le fer est transformé depuis longtemps selon des techniques qu'inventeront parfois les entrepreneurs locaux, notamment la méthode wallonne qui fait place à l'énergie hydraulique (pour actionner le soufflet des forges), évolution qui amènera elle-même à la production d'acier dans des hauts fourneaux à partir du coke, voir Histoire de la production de l'acier
Le néologisme français Wallonie est créé par Charles-Joseph Grandgagnage en 1844 à partir du latin Wallonia datant de 1618. La montée en puissance politique de la Flandre ne vise pas d'abord la Wallonie. Ce que veut le mouvement flamand, ce qu'il imposera finalement à toute la bourgeoisie flamande, mais francophone, c'est qu'en Flandre tout soit en flamand (on dira plus tard en néerlandais). La bourgeoisie flamande francophone va adopter le néerlandais au moins dans les échanges extérieurs à la vie privée.
- La Wallonie est une puissance industrielle dirigée de l'extérieur. La révolution industrielle a lieu en Wallonie, c'est là que se développe toute la richesse de la Belgique, mais c'est une prospérité dépendante. Ce n'est pas la Wallonie comme telle qui dirige son développement, mais une bourgeoise francophone dont le projet et le cadre national sont belges. Pierre Lebrun et Michel Quévit[5], mettront sans cesse l'accent sur cela. Voyez Histoire de Belgique de 1830 à 1914.

- Les modalités de ce développement dépendant. La manière dont le capitalisme s'était développé au XVIIIe siècle dans les territoires actuels de la Wallonie, a toujours fait une grande place aux SA (Société anonymes). C'est ce qui explique que La bourgeoisie francophone belge devient essentiellement une bourgeoisie financière: elle va absorber la bourgeoise industrielle wallonne et le développement industriel de la Wallonie sera dirigée depuis Bruxelles, de l'extérieur du sillon Sambre-et-Meuse[6] Voyez aussi Histoire de la Wallonie de 1830 à 1914.

## Les vicissitudes politiques

### Le morcellement féodal

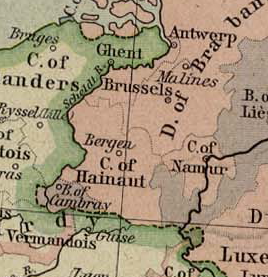

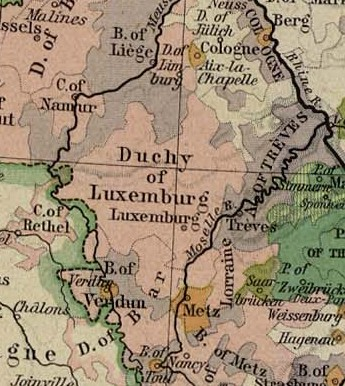

Les ensembles dont a fait partie la Wallonie depuis la conquête de la Gaule par les Romains ont été définis ci-dessus soit par et autour du diocèse de Liège (qui a occupé pratiquement les trois-quarts de la Wallonie pendant un millénaire), soit culturellement (la Wallonie comme avancée latine au cœur de pays de langue germanique), soit par l'activité fondamentale de l'industrie. En 855, le territoire wallon est intégré à la Lotharingie, avant d'être rattaché au Saint-Empire romain germanique en 880. Du XIe au XIIIe siècle, on assiste à l'épanouissement de l’art mosan, art roman d'influence carolingienne et ottonienne, dans l'ancien diocèse de Liège qui avait de solides liens politiques avec les empereurs du Saint-Empire romain germanique. Jusqu'à l'émergence des Pays-Bas bourguignons, la superstructure politique de cet ensemble, ce sont les différentes principautés wallonnes (mais dont plusieurs parts débordent sur la comté de Flandre ou le Luxembourg germanique, la France actuelle), soit le Comté de Namur, le Comté de Hainaut, le Duché de Luxembourg principalement et surtout la Principauté de Liège sans oublier Tournai et son destin particulier ou le quartier du Duché de Brabant qui fut baptisé wallon (Brabant wallon), dès 1500.

### Les diversPays-Baspuis la Belgique

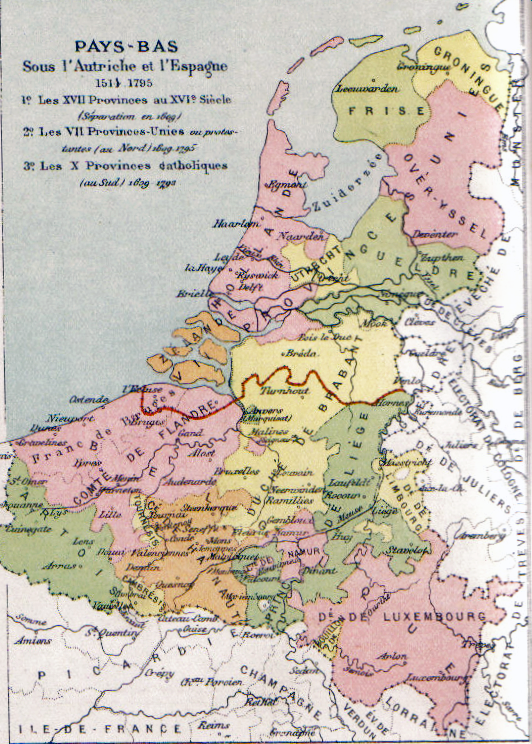

Félix Rousseau avait parlé de l'unité d'un espace wallon autour de l'Église de Liège ou du Pays mosan, idée que Robert Halleux reprend à son compte pour les premiers siècles (voir les articles sur l'histoire des sciences et des techniques en Wallonie de 900 à 1800). C'est l'exceptionnel développement industriel d'une grande partie de la Wallonie qui retient l'attention d'Hervé Hasquin, quand il considère l'unité de la Wallonie dans les siècles qui précèdent la Belgique de 1830.
Si on se place du point de vue politique, l'unité n'apparaît plus: la Wallonie est morcelée en de multiples appartenances, dans le fractionnement féodal d'abord, puis quand les Pays-Bas Bourguignons (puis espagnols, ensuite autrichiens), voient le jour. En effet, si la plupart des principautés de Wallonie sont toutes intégrées à ces divers Pays-Bas, la Principauté de Liège, la principale principauté de la Wallonie n'y est intégrée que quelques années et par ailleurs cette Principauté comporte un important prolongement en Flandre et dans la Hollande actuelle. Il n'y a donc pas eu d'unité politique de la Wallonie avant 1830. Il faut simplement faire remarquer que la Principauté de Stavelot-Malmedy et le Duché de Bouillon (celui-ci détaché de la Principauté), ont constitué des Terres wallonnes indépendantes sur la longue durée mais sans unité. Entre 1667 et 1748, les Guerres de Louis XIV et la Guerre de succession d'Autriche qui visent à repousser au nord les frontières de la France, vont fixer les limites contemporaines du territoire wallon. Les vicissitudes politiques de l'espace que l'on peut nommer Wallonie peuvent être lues dans l'histoire des Pays-Bas qu'on nomme aujourd'hui Benelux, mais c'est surtout la Wallonie, culturelle, industrielle, humaine effectivement sous-jacente à ces superstructures politiques qui l'emporte et qui se structure indépendamment d'elles.

## L'histoire militaire

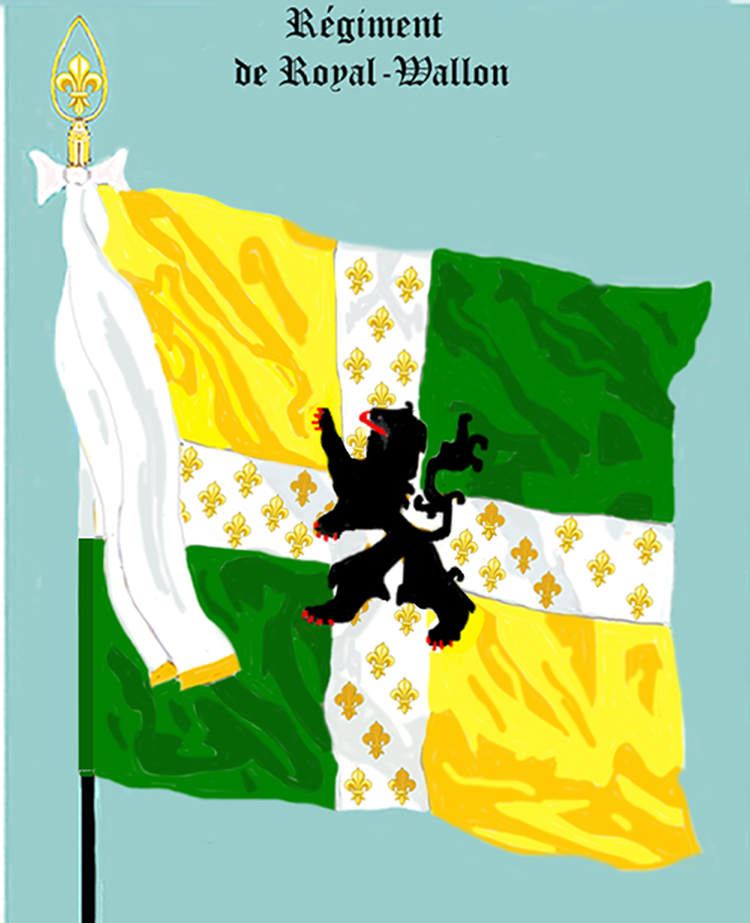
Drapeau du Régiment de Royal-Wallon en 1744.

Au cœur de l'Europe, la Wallonie devint un « terre de batailles » dès l'Antiquité romaine. La résistance offerte aux légions de Jules César par les « peuples belgiques » leur valut de la part du consul romain cet éloge devenu fameux : « De tous les peuples de la Gaule, les Belges sont les plus braves ». 
Les descendants wallons de ces guerriers celtes entretinrent cette réputation guerrière en servant dans force phalanges réputées pour leur valeur militaire - à l'instar des Suisses, mais pour des raisons historiques fort différentes - comme les « Gardes wallonnes » au service des souverains espagnols, les régiments wallons au service des Provinces-Unies, ou les régiments de « Royal-Wallon » ou « Royal-Liégeois » au service de l'Ancien Régime en France. 
L'« épée wallonne », une épée à lame droite et large à deux tranchants, ancêtre du sabre de cavalerie, sera utilisée par plusieurs armées, notamment par la cavalerie française.
Les territoires de la future Belgique se trouvant sous la main de différents souverains européens, jusqu'en 1830, l'histoire militaire des Wallons se trouve ainsi liée à celles des puissances dominantes du temps : Espagne, Autriche, France ou Pays-Bas - Wallons servant dans les armées de ces nations et se retrouvant parfois opposés sur les champs de bataille. Du Moyen Âge au XXe siècle, la Wallonie fut aussi le champ de bataille de ces grandes puissances. Elle vit ainsi s'affronter les forces coalisées et les troupes de Napoléon Ier lors de la décisive bataille de Waterloo, le 18 juin 1815, qui scella le sort du Premier Empire.
Enfin, les Wallons ont aussi donné aux armées étrangères des chefs de guerre réputés comme Jean t'Serclaes, comte de Tilly.